# Strongylopus springbokensis
Strongylopus springbokensis (tên tiếng Anh: Namaqua Stream Frog) là một loài ếch trong họ Ranidae.
Nó được tìm thấy ở Nam Phi và có thể cả Namibia.
Các môi trường sống tự nhiên của chúng là vùng đất có cây bụi nhiệt đới hoặc cận nhiệt đới, thảm cây bụi kiểu Địa Trung Hải, sông, đầm nước ngọt, và đầm nước ngọt có nước theo mùa. Loài này đang bị đe dọa do mất môi trường sống.